# Organización territorial de Antigua y Barbuda

División política de Antigua y Barbuda.

Antigua y Barbuda es una nación insular integrada por la isla de Antigua, que está dividida en seis parroquias («parishes»), y varias islas e islotes pequeños, dos de las cuales, la de Barbuda y la de Redonda, tienen estatus de dependencia («dependencies»). Sin embargo, estas islas son partes integrales del Estado y el nombre dependencia es un título que no implica que sean territorios dependientes.
Las parroquias de Antigua son: 
| # | Parroquia    | Capital      | Superficie (km²) | Población (censo 2011) | Mapa |
| - | ------------ | ------------ | ---------------- | ---------------------- | ---- |
| 1 | Saint George | Piggotts     | 24.41            | 8055                   |      |
| 2 | Saint John   | Saint John's | 66.96            | 51 737                 |      |
| 3 | Saint Mary   | Bolands      | 63.55            | 7341                   |      |
| 4 | Saint Paul   | Falmouth     | 45.27            | 8128                   |      |
| 5 | Saint Peter  | Parham       | 32.37            | 5325                   |      |
| 6 | Saint Philip | Freetown     | 40.67            | 3347                   |      |

Las dependencias son:
| Dependencia | Capital    | Superficie (km²) | Población (censo 2011) |
| ----------- | ---------- | ---------------- | ---------------------- |
| Barbuda     | Codrington | 160.58           | 1634                   |
| Redonda     | -          | 1.50             | 0                      |

- Datos: Q15647606